# Karl IV av Bourbon
Karl IV av Bourbon hertig av Vendôme, född 2 juni 1489 och död 1537, fransk adelsman vid Frans I:s hov.
Han föddes på Château de Vendôme, som son till François, greve av Vendôme och Marie I av Saint-Pol and Soissons. År 1514 utnämndes han till pär av Frankrike och upphöjdes från greve av Vendôme till hertig av Vendôme. Han var trogen kung Frans I och deltog i slaget vid Marignan 1515. Efter 1525, medan kungen hölls fången, blev han medlem av regentrådet. Hans mor styrde hans hertigdöme under tiden. 
Den 18 maj 1513 gifte han sig med Françoise d'Alençon, änka efter François d'Orléans, greve av Dunois. De fick 13 barn:
- Louis (1514–1516)
- Marie (1515–1538) ogift
- Marguerite (1516–1589), gifte sig 1538 med hertig Frans I av Kleve, hertig av Nevers (1516–1561)
- Anton av Bourbon (1518–1562)
- François (1519–1546), greve av Enghien, ogift
- Madeleine (1521–1561), abbedissa över Sainte Croix de Poitiers
- Louis (1522–1525)
- Charles av Bourbon (1523–1590), kardinal av Bourbon, ärkebiskop av Rouen
- Catherine (1525–1594), abbedissa över Soissons
- Renée (1527–1583), abbedissa över Chelles
- Jean (1528–1557), greve av Soissons och Enghien, gift 1557 med sin kusin Marie, hertiginna d'Estouteville (1539–1601)
- Louis I av Bourbon, prins av Condé (1530–1569)
- Léonore (1532–1611), abbedissa över Fontevraud

Hans söner Anton och Louis, prins av Condé blev mäktiga militära ledare på olika sidor i Hugenottkrigen och hans sonson blev kung Henrik IV av Frankrike.